# Cassiterit
Cassiterit là khoáng vật oxide thiếc, SnO2. Nó thường mờ đục nhưng trong suốt ở dạng tinh thể. Ánh và nhiều mặt tinh thể tạo ra một loại đá quý như mong muốn. Cassiterit là quặng sản xuất thiếc chính trong quá khứ cũng như ngày nay.

## Phân bố
Hầu hết các nguồn cassiterit ngày nay được tìm thấy trong các mỏ bồi tích hoặc mỏ sa khoáng chứa các hạt khoáng có sức bền phong hóa. Nguồn cassiterit tốt nhất là các mỏ thiếc của Bolivia, được tìm thấy trong các mạch nhiệt dịch. Cuộc chiến liên quan đến các mỏ cassiterit là nguyên nhân chủ yếu gây ra các cuộc xung đột ở phía đông của Cộng hòa Dân chủ Congo. Điều này làm cho cassiterit được Luật Khoáng sản Xung đột Hoa Kỳ coi là khoáng sản xung đột.
Cassiterit là thành phần phụ có mặt rộng rãi trong các đá mácma. Các mạch ở Bolivia và các công trình đã khai thác hết ở Cornwall, Anh, được tích tụ trong các mạch thạch anh và các pegmatit liên quan đến các đá xâm nhập granit. Các mạch thường chứa tourmalin, topaz, fluorit, apatit, wolframit, molybdenit, và arsenopyrit. Sản phẩm thiếc chủ yếu hiện nay từ các mỏ sa khoáng hay bồi tích ở Malaysia, Thái Lan, Indonesia, và Nga. Các phương pháp khai thác mỏ thủy lực được sử dụng để tuyển quặng đã khai thác bằng tuyển trọng lực, một quá trình dựa vào tỷ trọng riêng cao gần 7,0 của SnO2.

## Tinh thể học

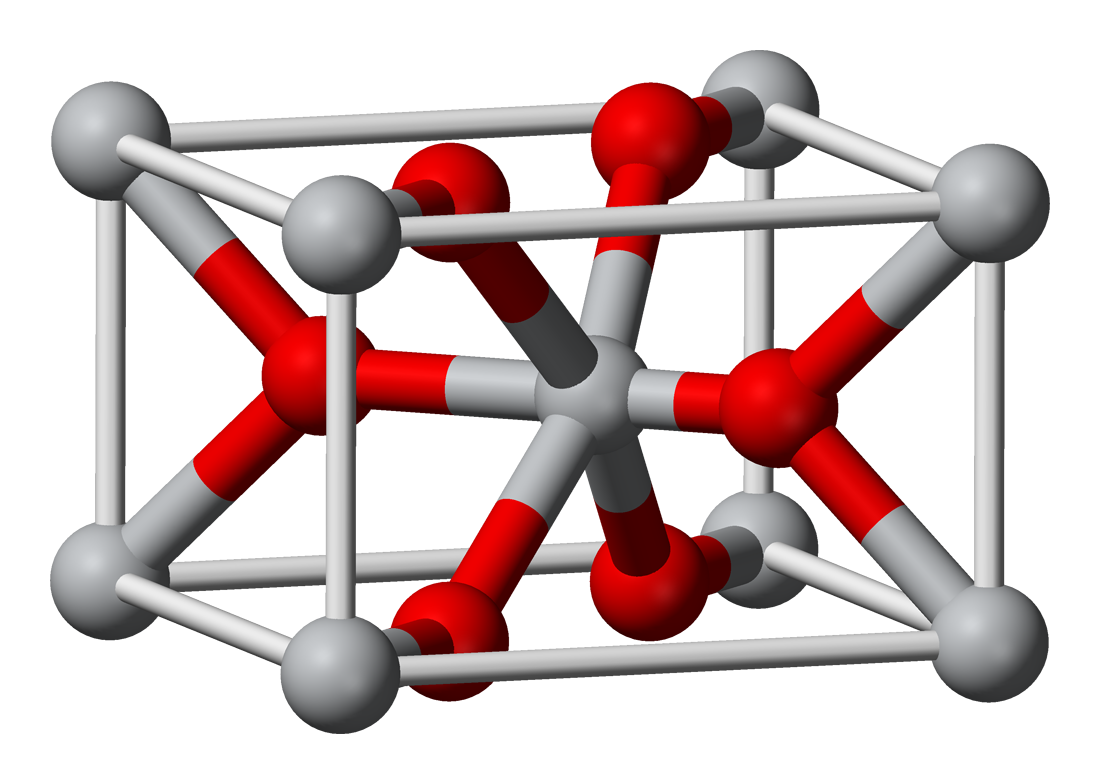
Cấu trúc tinh thể của cassiterit

Song tinh là dạng phổ biến trong cassiterit và hầu hết các mẫu tổng hợp đều cho thế song tinh. Song tinh điển hình hợp với nhau một góc gần 60 độ, tạo thành dạng "song tinh khuỷu". Cassiterit kết hạch (dạng chùm nho) hay hình bầu dục được gọi là thiếc gỗ, do bề ngoài tỏa tia và tạo các vòng thuôn tròn giống như gỗ khô.
Cassiterit cũng còn được dùng làm đá quý và mẫu sưu tập khi các tinh thể đạt chất lượng được tìm thấy.

## Từ nguyên
Tên gọi có lẽ xuất phát từ tiếng Hy Lạp kassiteros có nghĩa là "thiếc"; hoặc từ tiếng Phoenicia cassiterid đề cập đến các đảo Ireland và Anh, nguồn cung cấp thiếc trong thời cổ đại; hoặc như Roman Ghirshman (1954) đề xuất, từ tên gọi của khu vực của người Kassite, một dân tộc cổ đại ở tây và trung Iran.

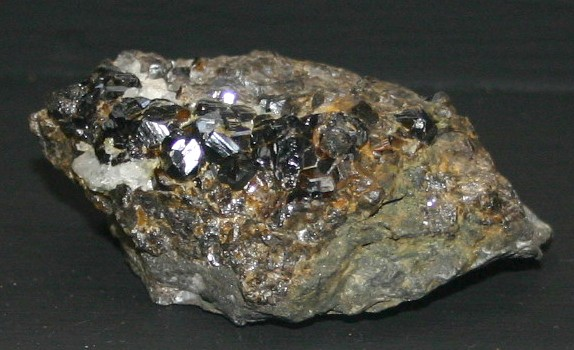
Các tinh thể quặng cassiterit